# Shin’ichi Kawaguchi
Shin’ichi Kawaguchi (jap. 河口 真一 Kawaguchi Shin’ichi; ur. 13 czerwca 1977) – japoński piłkarz występujący na pozycji obrońcy.

## Kariera klubowa
Od 2000 do 2002 roku występował w klubie Avispa Fukuoka.